# F.L. Věk

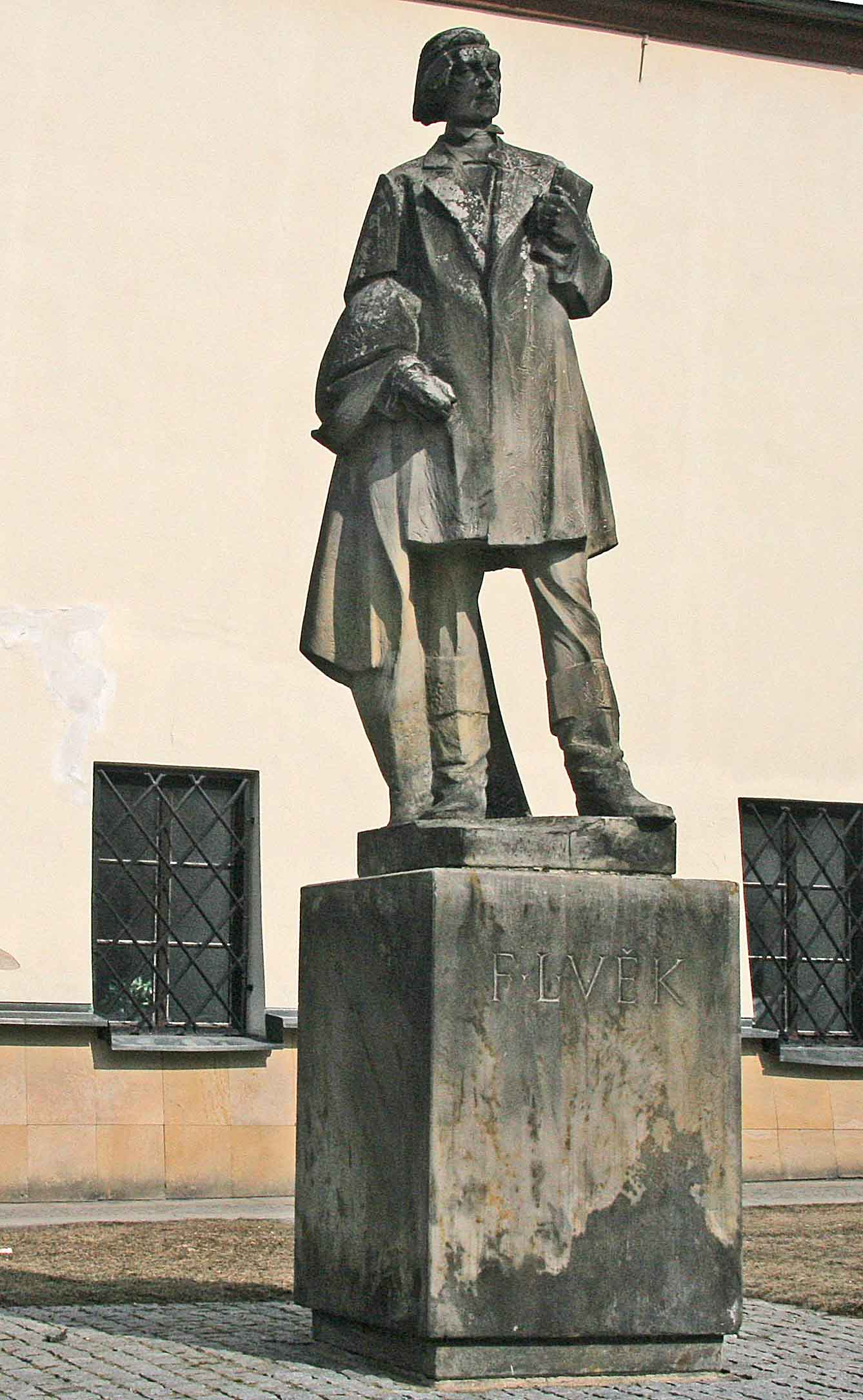
Pomnik Františka Vladislava Heka v Dobrušce

F. L. Věk – pięcioczęściowy cykl powieściowy czeskiego pisarza Aloisa Jiráska. Opowiada o czasach czeskiego odrodzenia narodowego, czyli o przełomie XVIII i XIX wieku. Postać głównego bohatera jest ukształtowana na wzór działacza patriotycznego Františka Vladislava Heka. Poszczególne tomy ukazywały się w latach 1888-1906.